# Sufetula (stolica tytularna)
Sufetula (łac. Diocesis Sufetulensis) – stolica historycznej diecezji w Cesarstwie rzymskim w prowincji Byzacena, współcześnie w Tunezji. Obecnie katolickie biskupstwo tytularne.

## Biskupi tytularni
| Lp. | Biskup                               | Funkcja                                                     | Od                | Do                |
| --- | ------------------------------------ | ----------------------------------------------------------- | ----------------- | ----------------- |
| 1   | João Irineu Joffily                  | biskup koadiutor Olindy (Brazylia)                          | 18 sierpnia 1914  | 4 maja 1916       |
| 2   | Flaminio Belotti                     | wikariusz apostolski Nanyang (Chiny)                        | 14 czerwca 1917   | 23 listopada 1945 |
| 3   | Louis Joseph Cabana                  | wikariusz apostolski Ugandy                                 | 9 stycznia 1947   | 25 marca 1953     |
| 4   | Joseph Bretault                      | wikariusz apostolski Koudougou (Francuska Afryka Zachodnia) | 27 czerwca 1954   | 14 września 1955  |
| 5   | Arnold Boghaert                      | biskup koadiutor Roseau (Brytyjskie Wyspy Zawietrzne)       | 9 listopada 1956  | 4 czerwca 1957    |
| 6   | Camille Jean-Baptiste Vandekerckhove | wikariusz apostolski Bikoro (Kongo Belgijskie)              | 24 grudnia 1957   | 10 listopada 1959 |
| 7   | Thomas Patrick Collins               | wikariusz apostolski Pando (Boliwia)                        | 15 listopada 1960 | 7 grudnia 1973    |
| 8   | John Dougherty                       | biskup pomocniczy Scranton (USA)                            | 7 lutego 1995     | 16 kwietnia 2022  |
| 8   | Juarez Albino Destro                 | biskup pomocniczy Porto Alegre (Brazylia)                   | 8 marca 2023      |                   |